# BMW Z8
BMW Z8 (BMW:s chassikod: E52) är en sportbil, tillverkad av den tyska biltillverkaren BMW mellan 1998 och 2003.
BMW Z8 är en exklusiv BMW-roadster som byggdes i en upplaga på 5703 exemplar. Den bär precis som BMW Z3 attribut hämtade från historiska BMW-modeller främst BMW 507 och även från Fiat Barchetta, som också designades av Andreas Zapatinas. Grundpriset var 1,2 miljoner kronor. Z8:an blev förevigad 1999 då den användes i James Bond-filmen Världen räcker inte till.